# 大氣壓化學游離法

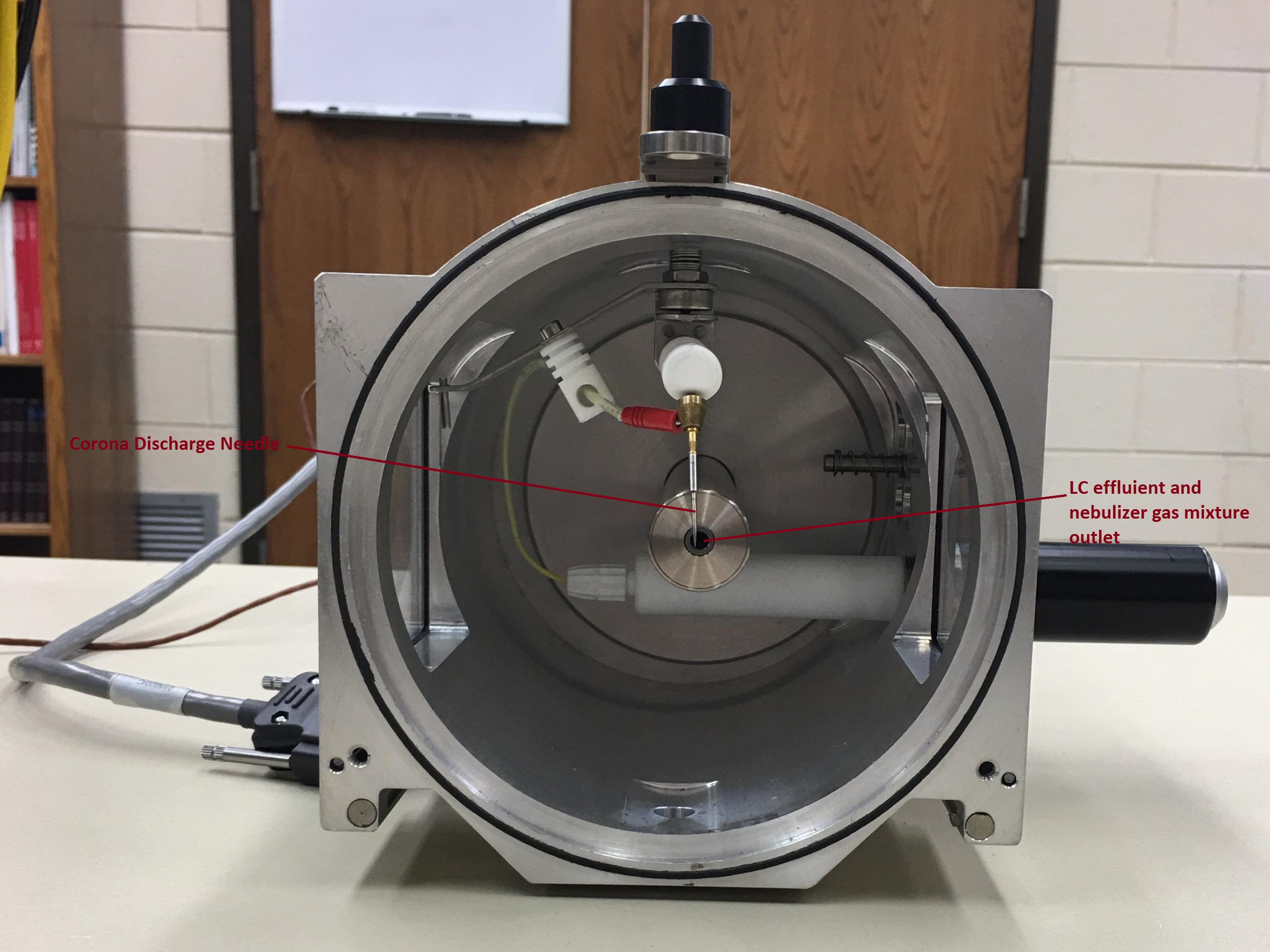
大氣壓化學游離法橫切面

大氣壓化學電離APCI,也稱作常壓化學游離法，為質譜分析常使用的一種游離法，藉由在大氣壓力下氣相離子與分子之間的交互反應使樣本離子化的方法，通常與高效液相層析(HPLC) 一起連接使用。APCI 是一種低碎裂（軟性）游離法，與化學游離法類似，一樣都是藉由溶劑噴霧中產生初級離子。 APCI主要適用於分析分子量小於1500 Da 的極性和相對較低極性的熱穩定化合物。 APCI與HPLC廣泛應用在類固醇、農藥等微量分析的檢測以及藥物代謝物的分析。

## 儀器構造

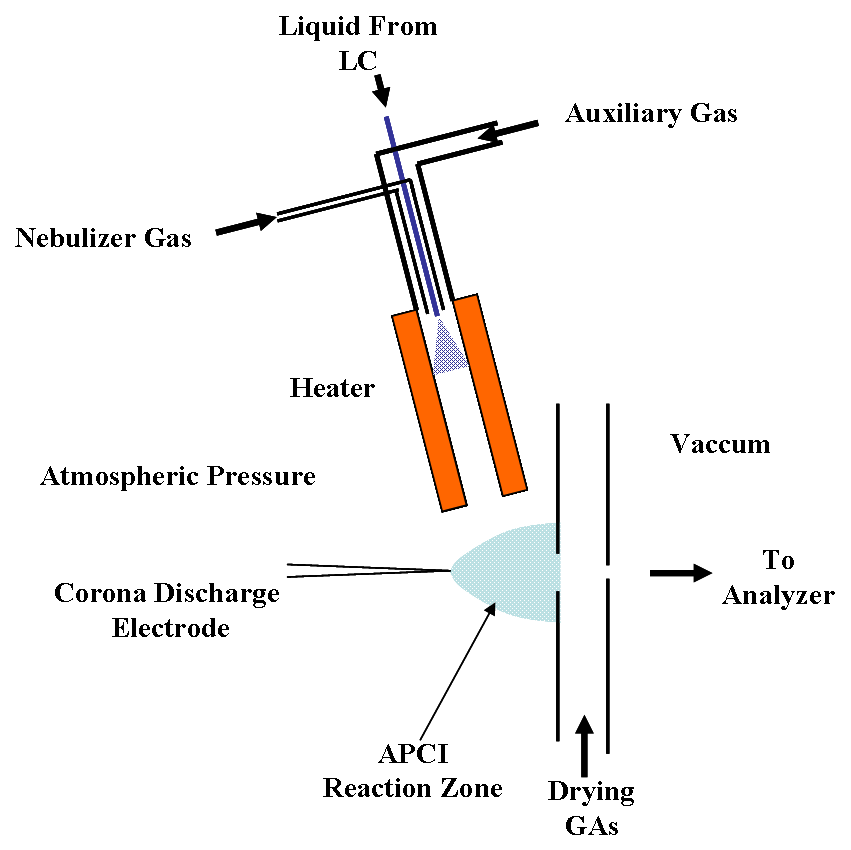
APCI 離子源帶加熱霧化裝置的LC注入端

典型的APCI主要由3個部分組成：樣本導入口、尖端放電針和離子遷移區域。A樣品從加熱霧化裝置以流速0.2 至 2.0 mL/min進入游離源，如圖所示， 利用氣動式霧化裝置產生細小的霧化液滴。 液滴經由撞擊到加熱至350-500°C的加熱壁而蒸發，被輔助氣體以及霧化氣體帶入離子分子反應區域。 尖端放電針以2至5µA的電流持續放電。透過離子-分子反應產生樣本離子（如下所述），通過一個小孔或管徑進入連接質譜儀的離子遷移區域。    
離子源擺放方式可以根據實際應用需求去做調整。當與液相層析一起使用時，尤其是流速較高的情況下，霧化裝置通常與質譜儀的入口呈90度，這樣溶劑和中性物質就不會污染質譜儀的實際進樣口。

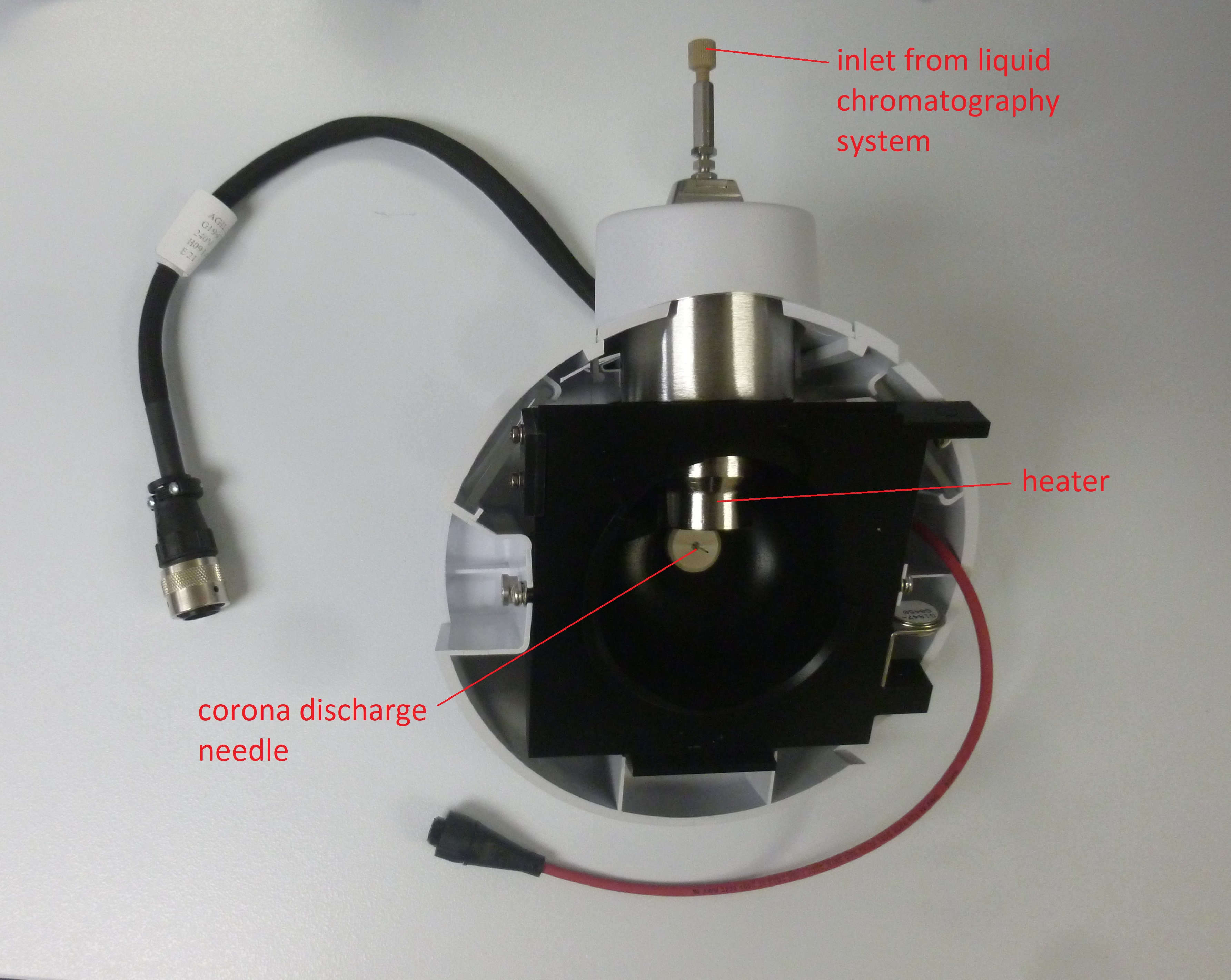
用於液相層析的APCI霧化室

## 游離機制
APCI在氣相中的游離順序分別先從溶液中的樣本，接著是蒸氣化的樣本，最後是樣本離子。高效液相層析的流出物被完全蒸發掉。溶劑和蒸氣樣本的混合物藉由離子-分子反應被游離化。
游離化可以在帶正電或是負電離子化模式下進行。在正電模式下，反應物離子和氣態分析物分子的相對質子親和力使質子轉移或反應物氣體離子的誘導以產生分子種類的離子 [M+H]+ 。在負電離子化模式中，[M-H] -離子由質子提取產生，或由陰離子附著產生 [M+X]-離子。大部分APCI-MS 的分析都是在正電模式下進行。
在正電模式下，當尖端放電釋放1-5 μA電流於霧化溶劑，N2 氣體被激發游離化成N4+* 。蒸發的 LC 移動相作為游離化氣體和反應物離子。如果水是蒸發移動相中的唯一溶劑，則受激發的氮分子離子N4+* 會與 H2O 分子反應生成水簇離子團H+(H2O)n  。然後，分析物分子 M 被水簇離子團質子化。最後，離子化產物 MH+(H2O)m 從大氣壓離子源中轉移出來。在質量分析器的高真空下，MH+(H2O)m 去集簇（從質子化分析物中去除水分子） 。被質譜偵測到的分析物分子離子為[M+H]+ 。游離化的化學反應如下所示：
在有水的情況下，在氮氣中形成初級和次級試劑離子： 
N2 + e → N2+ + 2e
N2+* + 2N2 → N4+* + N2
N4+ + H2O → H2O+ + 2N2
H2O+ + H2O → H3O+ + OH•
H3O+ + H2O + N2 → H+(H2O)2 + N2
H+(H2O)n-1 + H2O + N2 → H+(H2O)n + N2
子離子的游離： 
H+(H2O)n + M → MH+(H2O)m + (n-m)H2O
質量分析器中的高真空環境去集簇： 
MH+(H2O)m → MH+ + mH2O
若移動相含有比水具有更高質子親和力的溶劑，則會發生質子轉移反應，從而使具有更高質子親和力的溶劑質子化。例如，當具有甲醇的溶劑時，簇溶劑簇離子會呈現為CH3OH2+(H2O)n(CH3OH)m 。樣本碎片化通常不會在 APCI 內發生。如果觀察到樣本的碎片離子，則說明在加的霧化裝置中樣本發生熱降解，隨後降解產物發生游離化。
與化學游離法的主要不同在於，初級游離所需的電子不是由加熱的燈絲所產生，而且加熱燈絲無法在大氣壓力下使用。相反的，APCI必須以尖端放電或是β-粒子發射裝置進行游離，這兩種電子源都可應用於具有腐蝕性或是氧化性的氣體。

## 歷史
APCI與質譜儀的串聯可以在1960年代對火焰中離子的研究以及在大氣壓力下尖端放電的離子化學研究發現。在1971年，由Franklin GNO公司開發了一種APCI與質譜儀結合的儀器，首次應用於微量化學物質分析 。在1970年代，Baylor College of Medicine (Houston, TX)的Horning、Carroll 和他們的同事的研究展示APCI結合氣相層析與液相層析串聯到質譜儀的優點。他們的研究展現了高靈敏度與簡潔的質譜圖。對於LC-MS，LC沖滌液在加熱的金屬塊中蒸發及離子化。一開始以63 Ni 作為電子源進行游離化。在1975年，尖端放電針成功開發，提供了更大的應用。APCI帶有尖端放電的電極變成了現今商用APCI的基礎界面。
在 1970 年代後期，SCIEX 推出了安裝在貨車上可以移動操作的 APCI 質譜儀系統（TAGA, Trace Atmospheric Gas Analyzer），提供高靈敏度的實時監測環境空氣中極性有機物的測量。在1981 年串聯三重四極桿質譜儀版本被生產出來，使得可以透過 APCI-MS/MS 進行直接地實時空氣監測。SCIEX AROMIC 系統（與 British Aerospace共同開發的CONDOR違禁品檢測系統的一部分）使用了一個相似的平台，藉由在內部空氣進行採樣，檢測邊境船運貨櫃中的毒品、爆裂物物和酒精  。
在1980年代中期和1990年代初期，以APCI和電噴灑結合 LC/MS，這兩種大氣壓游離化的優勢開始引起分析領域的關注。他們開始積極地擴展質譜技術在製藥業的利用，應用於藥物研發和開發。APCI 的靈敏度與LC-MS和LC-MS/MS的特異性相結合，使其成為藥物和藥物代謝物定量的首選方法。

## 優缺點
由於在大氣壓力下進行，碰撞頻率變高，反應物能夠非常有效的游離。此外，由於在游離起始階段的溶劑快速去除以及液滴的氣化，APCI大大減少了分析物的熱分解 。與許多其他游離法相較之下，APCI產生較少的碎片，成為一種軟性的游離法。
與其他電離方法相比，使用 APCI 的另一個優點是它可以直接使用HPLC 的典型高流速。此外，APCI 通常可以在調整後的 ESI游離源中使用。與 ESI 不同，APCI發生在氣相中，ESI發生在液相中。APCI 的另一個潛在優勢是可以使用非極性溶劑代替極性溶劑作為移動相，因為溶劑和目標分子在到尖端放電針之前就會被轉化為氣態。由於 APCI 涉及氣相化學，因此無需為 LC 調整層析條件，例如溶劑、電導率、pH。與 ESI 相比，APCI 似乎更適用於 LC/MS 接口，並且與逆向分配層析更兼容。
APCI的缺點是需要揮發性樣品和熱穩定性。

## 應用
APCI適用於熱穩定的低至中等分子量的樣品，以及中至高極性的樣本。它對於極性不足以進行電噴霧的分析物特別有用。APCI的可以應用的領域包含了藥物、非極性脂質、天然化合物、農藥和各種有機化合物的分析，但在分析生物聚合物、有機金屬、離子化合物和其他不穩定的分析物應用則有限。 

## 更多資訊
- 化學游離法
- 尖端放電
- 電噴灑游離法
- 次級電噴灑游離法